# 華厳宗

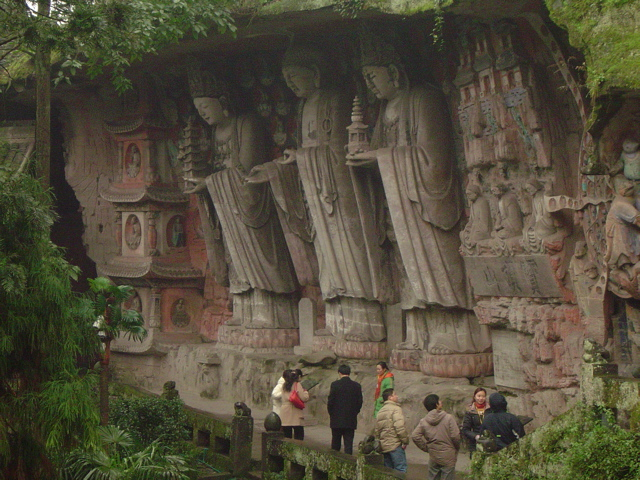
大足石刻の華厳三聖像（世界遺産）

華厳宗（けごんしゅう）は、中国大乗仏教の宗派のひとつであり、杜順を開祖とする。『大方広仏華厳経』（『華厳経』）を所依の経典として、独自の教学体系を立てた宗派である。日本、韓国、ベトナムにも広まった。
日本仏教における華厳宗は、審祥により736年に伝えられた。南都六宗の一つ。東大寺盧舎那仏像（奈良の大仏）が建立された。
華厳宗の本尊は、歴史上の仏を超えた絶対的な毘盧遮那仏と一体になっている。菩薩の修行の階梯を説いた「十地品」、善財童子の遍歴を描いた「入法界品」などが有名。東大寺の大仏も本経の教主・毘盧舎那仏であり、日本仏教の黎明期に重用されたが、大乗仏教の中でも独特の教学を持つため宗勢は徐々に衰えていった。

## 歴史
開祖は杜順（557年-640年）、第2祖は智儼（602年-668年）、第3祖は法蔵（643年-712年）、第4祖は澄観（738年-839年）、第5祖は宗密（780年-839年）と相承されている。この中国の五祖の前に、2世紀頃のインドの馬鳴（アシュヴァゴーシャ）と龍樹（ナーガールジュナ）を加えて七祖とすることもある。また朝鮮半島（古代新羅）にも伝わり、義湘によって広められる。
日本における華厳宗は、第3祖法蔵門下の審祥によって736年に伝えられた。金鐘寺（後の東大寺）の良弁の招きを受けた審祥は、この寺において『華厳経』・『梵網経』に基づく講義を行い、その思想が反映されて東大寺盧舎那仏像（奈良の大仏）が建立（743年-749年）された。鎌倉仏教期には、明恵によって密教思想が取り込まれ、さらに凝然による教学の確立がなされている。法相宗や律宗と並ぶ、南都六宗の一つで、十三宗五十六派の一つである。

## 教学
時代的にも地域的にも広範なので、様々な変容がある。

### 重々無尽の縁起
華厳思想の中心になるのは、この世界の実相は個別具体的な事物が、相互に関係しあい（相即相入）無限に重なりあっているという考え方（重々無尽の縁起）である。この実相を4つの見方「四法界」に分ける。我々の通常のものの見方は事法界で、無自性・空の見方の理法界は仏の世界である。この両者を止揚した無自性・空の世界と具体的個物や現象が妨げあわず共存する理事無礙法界が、修行をすると顕れるが、これは天台の考え方で理と事を分けている点が不徹底である。この分裂をなくせば、最後に、理すなわち無自性・空も消え去り、ただ事物と事物が融通無碍に共存する事々無礙法界という仏の見方に到達し、これが本来の真実一如の世界である。
また、華厳では仏の立場になって見るので、三性説もまた唯識とは逆に、仏の側から順に円成実性、依他起性、遍計所執性と説かれる。
仏になることを目的とするのではなく、最初から仏の立場に自分を置いて考え、行動することを求めるのが華厳思想であるから、華厳経の一部の十地品に説かれるとおり、菩薩初地で信不退転となれば、あとは菩薩第十地までは自ずから到達するはずで、結局菩薩の初心にあるべき金剛の信が決定的に重要だと考える。

### 性起説
仏性についての考え方では天台宗が性具説を説き凡夫が次第に修行によって自らに十分備わっていない外来の仏性に救いとられて、目覚めさせられて行くと説くのに対し、華厳宗では性起説を説き、もともと衆生には円満な仏性が備わっているという如来蔵の考え方をとり、それが信じられず自覚しようとしないので迷うのだと考える。

### 華厳経の位置づけ
天台宗の教相判釈（経典の内容を分析し、成立の順序や内容の高低を判定する）・五時八教の教判（天台大師智顗による）では、華厳経は最初に説かれ、仏のさとったままの言葉を記したもので、凡夫には理解しがたいものとしている。

## 著名な管長
- 清水公照
- 平岡定海
- 森本公誠
- 狹川普文 - 現職[注 2][2]